# جان ای. ادی
جان ای. ادی (انگلیسی: John A. Eddy; ۲۵ مارس ۱۹۳۱ – ۱۰ ژوئن ۲۰۰۹) دانشمند در زمینه فیزیک خورشیدی اهل ایالات متحده آمریکا بود.